# Sylvisorex konganensis
Sylvisorex konganensis är en däggdjursart som beskrevs av Ray och Rainer Hutterer 1996. Sylvisorex konganensis ingår i släktet Sylvisorex och familjen näbbmöss. IUCN kategoriserar arten globalt som otillräckligt studerad. Inga underarter finns listade i Catalogue of Life.
Arten förekommer i en mindre region i gränsområdet mellan Kongo-Brazzaville och Centralafrikanska republiken. Den lever där i fuktiga skogar i låglandet.
Sylvisorex konganensis är en av de mindre arterna i släktet Sylvisorex. Den har gråbrun päls på ovansidan och lite ljusare päls på undersidan, på extremiteterna samt på svansen. Även de korta håren på öronen är ljusare än ryggen. Fingrar och tår är ganska långa. I motsats till Sylvisorex pluvialis finns inga vita hårspetsar på undersidans päls.